# Der Erfinder
Der Erfinder (en alemany L'inventor) és una pel·lícula de coproducció germano-suïssa en alemany del 1981 escrita i dirigida per Kurt Gloor amb un guió basat en l'obra de teatre de Hansjörg Schneider.

## Sinopsi
Jakob Nüssli és un treballador de fàbrica, aficionat i pacifista de l'Oberland de Zúric que el 1916 inventa un vehicle que no funciona amb rodes, sinó amb una banda de rodes. Al mateix temps, la guerra s'està estenent a Europa. Té el suport incondicional del seu amic Otti, però la resta dels seus veïns no veuen amb bons ulls les seves excentricitats. Quan Nüssli va a veure un advocat de patents, veu un reportatge amb imatges de guerra al cinema i veu una cosa anomenada "tanc" que és utilitzada a la batalla del Somme, i que és idèntica al vehicle que ha inventat.

## Repartiment
- Bruno Ganz – Jakob Nüssli
- Walo Lüönd – Otti
- Verena Peter – Martha Nüssli
- Oliver Diggelmann – Seppli Nüssli
- Klaus Knuth – Philipp Nüssli
- Thomas Ott – Kobi
- Babett Arens – Lisbeth
- Inigo Gallo – Victor
- Erwin Kohlund – Fabricant
- Klaus Steiger – Doctor
- Walter Ruch – Reverend
- Mathias Gnädinger – especulador
- Ettore Cella – Patró

## Recepció
Va participar en la selecció oficial del 31è Festival Internacional de Cinema de Berlín. També va guanyar el premi OCIC al Festival Internacional de Cinema de Sant Sebastià 1981.